# Gmina Taylor (hrabstwo Benton)

Położenie Gminy Taylor w hrabstwie Benton

Gmina Taylor (ang. Taylor Township) – gmina w USA, w stanie Iowa, w hrabstwie Benton. Według danych z 2000 roku gmina miała 781 mieszkańców.